# میکروسکوپ رامان
میکروسکوپ رامان یک دستگاه طیف‌سنجی با قابلیت طیف گیری از منطقه‌هایی با ابعاد میکرونی است. این سیستم طیف‌سنجی مبتنی بر لیزر است که برای انجام طیف‌سنجی رامان استفاده می‌شود. روش طیف‌سنجی رامان، روشی دقیق برای شناسایی و مشخصه یابی طیف وسیعی از مواد است. امروزه طیف‌سنجی رامان کاربردبسیار وسیعی را در حوزه آکادمیک و غیرآکادمیک دارد. این روش تشخیصی به افتخار فیزیک‌دان هندی سی وی رامان نامگذاری شده‌است که برای اولین بارخواص پراکندگی رامان در مایعات را کشف کرد.
میکروسکوپ رامان، یک دستگاه میکروسکوپی مبتنی بر لیزر است که برای طیف سنجی رامان استفاده می‌شود و از ترکیب تکنولوژی شناسایی شیمیایی توسط طیف سنجی رامان و میکروسکوپ نوری معمولی تولید می‌شود. از این روش برای ثبت نقشه‌های رامان (با استفاده از روش نقشه برداری نقطه ای)، نشان دادن توزیع فضایی اجزای مختلف شیمیایی یا اطلاعات موجود در نمونه استفاده می‌شود. به کار بردن میکروسکوپ در این دستگاه، با متمرکز کردن نور لیزر بر روی منطقه بسیار کوچکی از نمونه، امکان بررسی شیمیایی کوچکترین جسم (کمتر از ۰.۵ میکرومتر) را فراهم می‌کند و موجب می‌شود تا تغییرات جزئی اما مهم در ریز ساختارها با توجه به ترکیب، جهت گیری، تبلور، اجزا و تنش، مورد بررسی قرار گیرد. مزایای این روش این است که نمونه بسیار کمی مورد نیاز است و اثرات خاصی نیز ممکن است در برخی از ناحیه‌های محلی (Localized‌) به خصوص در نمونه‌های ناهمگن، افزایش یابد.

## پیکربندی

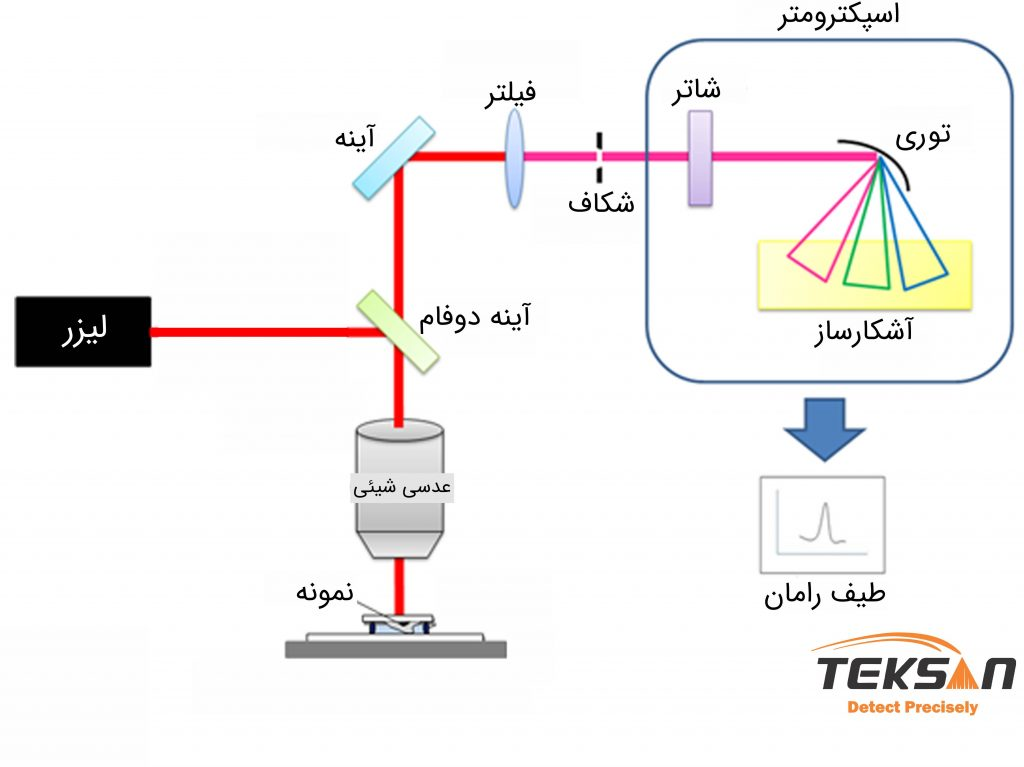
ستاپ و طرز کار میکروسکوپ رامان

ساختار میکروسکوپ رامان با یک میکروسکوپ نوری شباهت‌هایی دارد. اما در میکروسکوپ رامان یک لیزر تحریک، فیلترهای مخصوص لیزر، طیف‌سنج یا مونوکروماتور و یک آشکارساز حساس نوری مانند (CCD) یا (PMT) نیز وجود دارد. به‌طور سنتی از میکروسکوپ رامان برای اندازه‌گیری طیف رامان از یک نقطه با مساحت چندین میکرون بر روی نمونه استفاده شده‌است. نور لیزر توسط لنزها و آینه‌ها شکل‌دهی شده و بر سطح نمونه تابیده می‌شود. پراکندگی رامان از طریق لنزهای میکروسکوپ جمع‌آوری شده و پس از جداسازی اولیه از نور لیزر بازتابیده، وارد  مونوکروماتور شده و مورد آنالیز قرار خواهد گرفت.

## تصویربرداری رامان
هنگام تابش نور لیزر بر سطح نمونه و جمع‌آوری پراکندگی رامان از سطح نمونه، بسته به طیف‌های مشخصه ماده، و آنالیزهای پردازش تصویر یک نقطه رنگی به هر طیف مشخصه نگاشت خواهد شد. سپس سطح کل نمونه توسط لیزر جاروب خواهد شد و از هر نقطه، طیف نمونه ثبت و پردازش می‌گردد. در نهایت نفاط جاروب شده بسته به اینکه چه طیفی داشته باشند، پردازش شده و یک تصویر معادل به کاربر داده خواهد شد که تصویر رامان نمونه یا نقشه رامان نمونه خوانده می‌شود.میکروسکوپ@های رامان تنها ابزارهای مناسب برای تصویربرداری رامان هستند چرا که دقت تصویربرداری تنها در ساختار میکروسکوپ کارآمد است.

## دقت
در تصویربرداری مستقیم، کل میدان دید میکروسکوپ برای پراکندگی رامان نمونه و در یک بازه کوچک طیفی (شیفت رامان) بررسی می‌شود. به عنوان مثال، پیک‌های رامان کلسترول می‌تواند برای ثبت توزیع کلسترول در یک سطح سلولی استفاده شود. رویکرد دیگر تصویربرداری فراطیفی (hyperspectral) یا تصویربرداری شیمیایی است که در آن هزاران طیف رامان از سراسر منطقه به دست می‌آید. از داده‌ها می‌توان برای تولید تصاویری که مکان و میزان اجزای مختلف ماده را نشان می‌دهد استفاده کرد. با استفاده از نمونهٔ کشت سلولی، یک تصویر فراطیفی می‌تواند توزیع کلسترول، و همچنین پروتئین، اسیدهای نوکلئیک و اسیدهای چرب را نشان دهد. از تکنیک‌های پیشرفته پردازش سیگنال و تصویر می‌توان برای حذف اثرات حضور آب، محیط کشت، بافر و سایر تداخلات استفاده کرد.
وضوح
میکروسکوپ‌های رامان می‌توانند به وضوح مکانی جانبی زیر میکرومتر برسند. از آنجا که میکروسکوپ رامان یک سیستم پراش-محدود است، وضوح مکانی آن به طول موج نور و دیافراگم عددی لنزها بستگی دارد. در میکروسکوپ کانفوکال رامان، قطر دیافراگم هم مهم خواهد بود. به عنوان یک قاعده سرانگشتی، دقت تصویربرداری مکانی در هنگام استفاده از لنزهایی که در هوا عمل کانونی شدن را انجام می‌دهند، می‌تواند تقریباً به طول موج لیزر برسد، در حالی که لنزهای غوطه‌ور در روغن یا آب می‌توانند وضوح مکانی تا تقریباً نیمی از طول موج لیزر را ارائه دهند. این بدان معناست که وقتی در محدوده مادون قرمز تا مرئی کار می‌کنیم، میکروسکوپ رامان می‌تواند به وضوح جانبی تقریباً ۱ میکرومتر تا ۲۵۰ نانومتر برسد، در حالی که اندازه‌گیری عمق (اگر با عمق نفوذ نوری نمونه محدود نشود) می‌تواند از ۱–۶ میکرومتر باشد. از آنجا که لنزهای میکروسکوپ، پرتو لیزر را تا میکرومتر متمرکز می‌کنند، شار فوتون حاصل از آن نسبت به پیکربندی‌های معمولی رامان بسیار بالاتر است. این کار این را خواهد داشت که اثر خاموشی نوری باعث کاهش نور فلورسانس نمونه تا حدی خواهد شد. با این حال، شار فوتون زیاد نیز می‌تواند باعث تخریب نمونه نیز بشود و بنابراین، برای هر نوع نمونه، طول موج لیزر و قدرت لیزر باید به دقت انتخاب شوند.

## تفاوت میکروسکوپ رامان و میکروسکوپ نوری

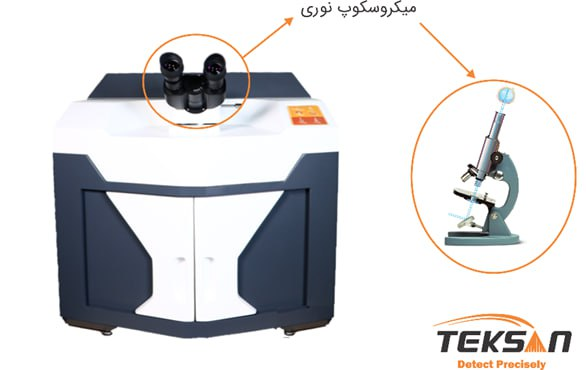
تفاوت میکروسکوپ رامان و میکروسکوپ نوری

برخلاف باور عموم، تفاوت های اساسی میان میکروسکوپ نوری و میکروسکوپ های رامان وجود دارد. میکروسکوپ رامان علاوه بر قابلیت بزرگ نمایی موجود در میکروسکوپ های نوری، دارای لیزر، قطعات و المان های اپتیکی و آشکارساز طیفی است و می تواند برای شناسایی مواد، تمییز مواد از یکدیگر، تهیه نقشه های رامان، کنترل کیفیت مواد، تشخیص مواد اصل و تقلبی از یکدیگر و... مورد استفاده قرار بگیرد.